# HD 92938
HD 92938 è una stella bianco-azzurra nella sequenza principale di magnitudine 4,82 situata nella costellazione della Carena. Dista 456 anni luce dal sistema solare e fa parte dell'ammasso aperto delle Pleiadi del Sud.

## Osservazione

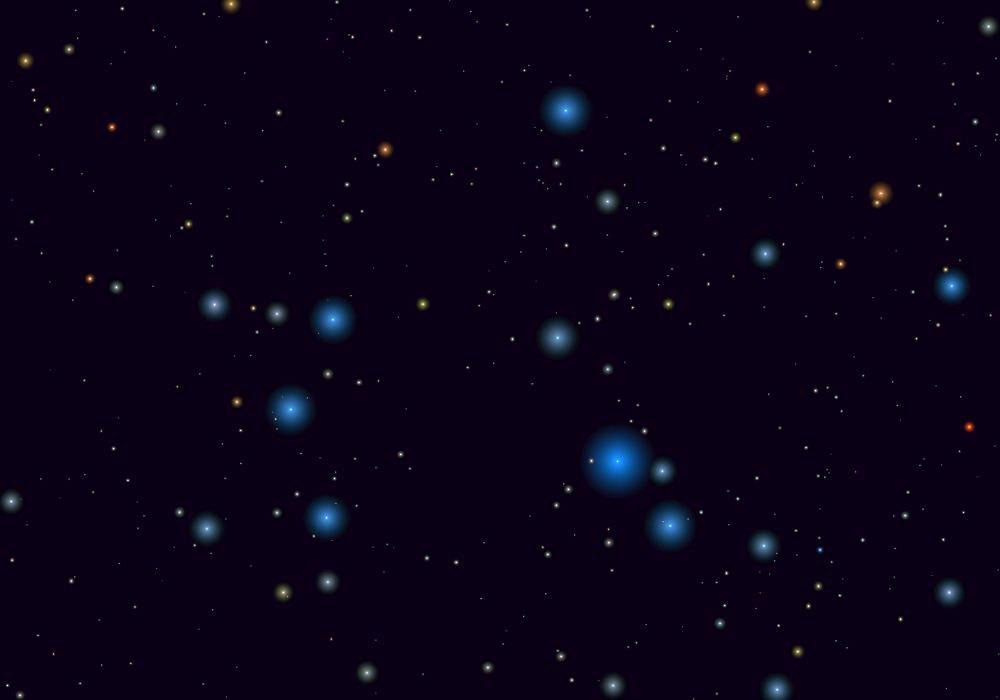
L'ammasso delle Pleiadi del Sud.

Si tratta di una stella situata nell'emisfero celeste australe, all'interno dell'ammasso IC 2602, soprannominato "ammasso di Theta Carinae" o "Pleiadi del Sud"; si tratta di una delle stelle più luminose dell'ammasso, nonché quella apparentemente più vicina alla stella dominante, θ Carinae. La sua posizione è fortemente australe e ciò comporta che la stella sia osservabile prevalentemente dall'emisfero sud, dove si presenta circumpolare anche da gran parte delle regioni temperate; dall'emisfero nord la sua visibilità è invece limitata alle regioni temperate inferiori e alla fascia tropicale. La sua magnitudine pari a 4,8 fa sì che possa essere scorta solo con un cielo sufficientemente libero dagli effetti dell'inquinamento luminoso.
Il periodo migliore per la sua osservazione nel cielo serale ricade nei mesi compresi fra febbraio e giugno; nell'emisfero sud è visibile anche per buona parte dell'inverno, grazie alla declinazione australe della stella, mentre nell'emisfero nord può essere osservata limitatamente durante i mesi primaverili boreali.

## Caratteristiche fisiche
La stella è una bianco-azzurra nella sequenza principale; possiede una magnitudine assoluta di -0,91 e la sua velocità radiale positiva indica che la stella si sta allontanando dal sistema solare. È anche una variabile Gamma Cassiopeiae, con oscillazioni minime; la sua sigla di stella variabile è V518 Carinae.